# Wadern
Wadern es una ciudad saarense en el distrito de Merzig-Wadern en Alemania. Está situada entre Saarbrücken y Trier y pertenece al área lingüística del fráncico moselano. La ciudad tiene 143 habitantes por kilómetro cuadrado y una superficie de 111 kilómetros cuadrados. Es la tercera ciudad más grande en el territorio del Sarre. Wadern se subdivide en 14 barrios. Un total de 24 pueblos forman parte de ella.

## Geografía

### Situación
La ciudad de Wadern está situada en la región del norte del Saarland. Esta región se llama también "Schwarzwälder Hochwald".

### La estructuración de la ciudad
La ciudad de Wadern está dividida en 13 barrios que son Bardenbach, Büschfeld, Dagstuhl, Krettnich, Lockweiler, Löstertal, Morscholz, Noswendel, Nunkirchen, Steinberg, Wadern, Wadrilltal y Wedern. La administración municipal se encuentra en Wadern.

## Historia
Algunas herramientas de piedra y diversos túmulos indican que la región del "Hochwald" (“Selva alta”) en la cual está ubicada la ciudad de Wadern ya estaba colonizada en tiempos prehistóricos.
Durante la Edad Antigua, el actual territorio del Sarre perteneció a la Galia, y como parte de ella compartió su suerte cuando Cayo Julio César la conquistó en 58 a. C., y cuando los francos invadieron la Galia en el siglo III d. C.
Los primeros documentos escritos señalan una relación con la conquista romana en esta región (58-51/50 a. C.) Julio César nos dejó detalles escritos sobre la gente y sus costumbres.
La región del "Hochwald" sacó provecho económico y cultural por la extensión de la red de carreteras que se debe a los romanos. La colonización evolucionó. Los primeros años de la época romana eran marcados por reyertas entre tribus germánicas que finalmente causaron el final de la dominación romana y llevaron al nacimiento del reino de los Francos.
Los sufijos de los pueblos como -bach, -feld, o -rod en el entorno de Wadern se remontan a la Edad Media.
En la edad media y en la edad moderna Wadern formó parte de áreas de dominio diferentes entre el Erzstift Trier y el ducado de la Lorena.
Para el desarrollo del núcleo urbano de Wadern la dominación Dagstuhl tuvo mucha importancia. En 1680 esta dominación estaba en posesión del conde de Oettingen-Baldern.
Una etapa importante en la historia fue el otorgamiento del derecho del mercado para Wadern (1765). La plaza de abastos y la fuente que fue construido en aquel entonces son símbolos del derecho del mercado que todavía se puede apreciar.
Con la llegada de las tropas revolucionarias francesas el régimen feudal fue disuelto y las posesiones principales se transformaron en el patrimonio nacional francés.
Por la expansión de nuevos mercados de venta para el carbón saarense el número de las personas de la región de Bosque Alto que estaban ocupadas en la minería creció a mitades del siglo XIX. La agricultura era ejercida a menudo solamente como actividad complementaria. Finalmente, además el enlace del término municipal de hoy la red de ferroviaria llevaba a un crecimiento económico que afectaba positivamente también a las empresas pequeñas.
La población, preocupada por la protección de su existencia, reaccionó al comienzo de la Primera Guerra Mundial en 1914. Tras la derrota de Alemania en la Primera Guerra Mundial, el territorio pasó a ser administrado por la Sociedad de Naciones, dominio que en la práctica es ejercido por Francia, que se dedica a la explotación económica del territorio. Debido a esto la unión tradicional del espacio de Bosque Alto con los sectores económicos fue dañada en la región del Sarre, separada ahora y deteriorando la situación económica de las personas de la región de Bosque Alto significativamente.
Bosque Alto quedó bajo administración prusiana después de la división de la región del Sarre durante el Imperio alemán en 1935.
Las consecuencias de la dictadura nacionalsocialista comenzaron a hacerse sentir a partir de 1933. Contra la arbitrariedad del sistema inhumano surgió en el Wadern de entonces el rechazo y resistencia que hombres intrépidos tenían que pagar con la persecución, las prohibiciones de profesión, los campos de concentración y muerte.
Al principio de la Segunda Guerra Mundial en 1939 todos los hombres aptos para servicio militar fueron enviados a la Wehrmacht (ejército alemán) para participar de la guerra. Muchos perdieron la vida durante la guerra.
La población civil en los alrededores de Wadern vivió los horrores de la guerra. Especialmente a finales de 1944 e inicios de 1945 cuando los aliados lanzaron ataques aéreos en la región viéndose el municipio de Wadern afectado también.
Después de la Segunda Guerra Mundial Francia dispuesta para la protección de sus Reparationsforderungen la separación de regiones saarenses de su zona de ocupación y su resumen a una región de Sarre llamada, análogamente a después de la Primera Guerra Mundial en el contrato Versailler la figura determinada. Esta región de Sarre de 1946 estaba subordinada a la competencia francesa y mostraba frente a la región de Sarre de 1920 cambios territoriales más pequeños. El espacio de bosque alto que se hacía ahora el componente de la región de Sarre pertenecía a ello entre otras cosas. Wadern era con eso legal de estado por primera vez un municipio saarense.
Para el 1 de enero de 1957 el enlace de la región de Sarre sucedía como nuevo estado federal del Sarre después de una votación correspondiente en la República Federal de Alemania. En el curso de la reforma de región y reforma administrativa se hacía a Wadern en 1974 "un grande municipio" y recibía en 1978 los derechos municipales.

## Política
Alcaldes
1974-1984:  Herbert Klein (CDU)
1984-1998:  Berthold Müller (CDU)
1998-2014:  Fredi Dewald (SPD)
desde 2014:  Jochen Kuttler (ProHochwald)
Hermanamientos de ciudades
Hermanamientos oficinales existen con las ciudades Montmorillon y Jeumont en Francia, Sobotka en Chequia, Toma en Burkina Faso y con Wahrenbrueck en el estado federal de Brandenburg.

## Atracciones turísticas
El Castillo en ruinas en Dagstuhl

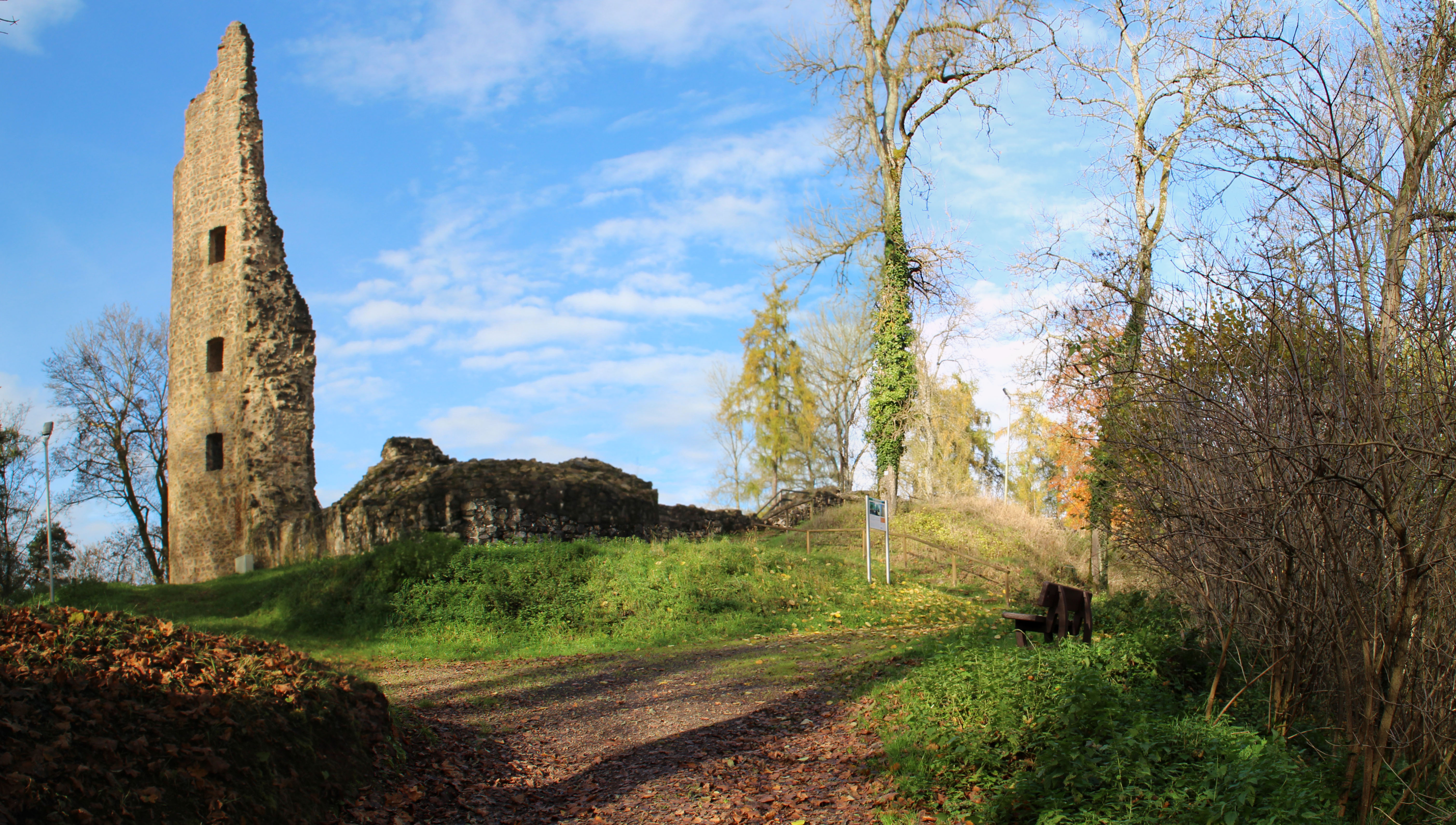
El castillo en ruinas en Dagstuhl

El castillo se construyó antes de 1290 por el caballero Boemund de Saarbrücken. Sirvió de puesto avanzado para el dominio del obispo de Tréveris. El castillo tiene un patio de armas y unos bastiones con una longitud de más de 300 m. (...) Tras la muerte de los señores del castillo en Dagstuhl, los herederos Felckenstein, Brucken, Rollingen y Kriechingen fueron los dueños del castillo por turnos en el siglo XIII. A continuación la planta baja fue construida por Wolfgang Anton de Langemantel, el administrador del prepósito capitular, el arzobispo y el príncipe elector de Trier Franz Georg de Schönborn. A medios de los años 1980 los restos del castillo fueron apuntalados. Del 2002 hasta el 2006 se llevaron a cabo importantes reparaciones. Dichos trabajos finalizaron con la construcción de dos puentes de acceso, una preparación didáctica de información, una guía del castillo y una presentación en internet.
El Castillo y la capilla de Castillo en Dagstuhl
El Castillo estaba la ex residencia del conde Joseph Anton de Oettingen-Soetern. El conde erigió el Castillo entre 1760 y 1762. La mansión se ha extendido en 1775. Después de la revolución francesa y la huida de la familia del conde, la familia de Lasalle del Louisenthal absorbió la casa. En 1906 surgieron las casas anexas en estilo neogótico para ofrecer una conexión especial entre las vías residenciales y la capilla. Las paredes y el techo de la capilla del castillo ostentan imágenes de la vida de Marien(s) en el estilo bíblica de la pintura de historia. Dichas imágenes son obra de Octavie de Lasalle. El calvario en el anejo de la capilla, otra de dichas pinturas, es originario de la iglesia parroquial de Lockweiler. Hasta el año 1975 el Castillo estaba en la propiedad familiar. Seguidamente el castillo sirvió como residencia/asilo de ancianos. Hoy acoge el prestigioso centro Leibniz de informática. El jardín del castillo surgió en el marco del proyecto “Jardín sin límites” (“Gärten ohne Grenzen”). Muchas características del diseño del jardín se surgieron de las sugerencias de la "condesa pintora" Octavie de Lasalle, que documentó sus imaginaciones en sus varios pinturas de jardín.
El Castillo Münchweiler

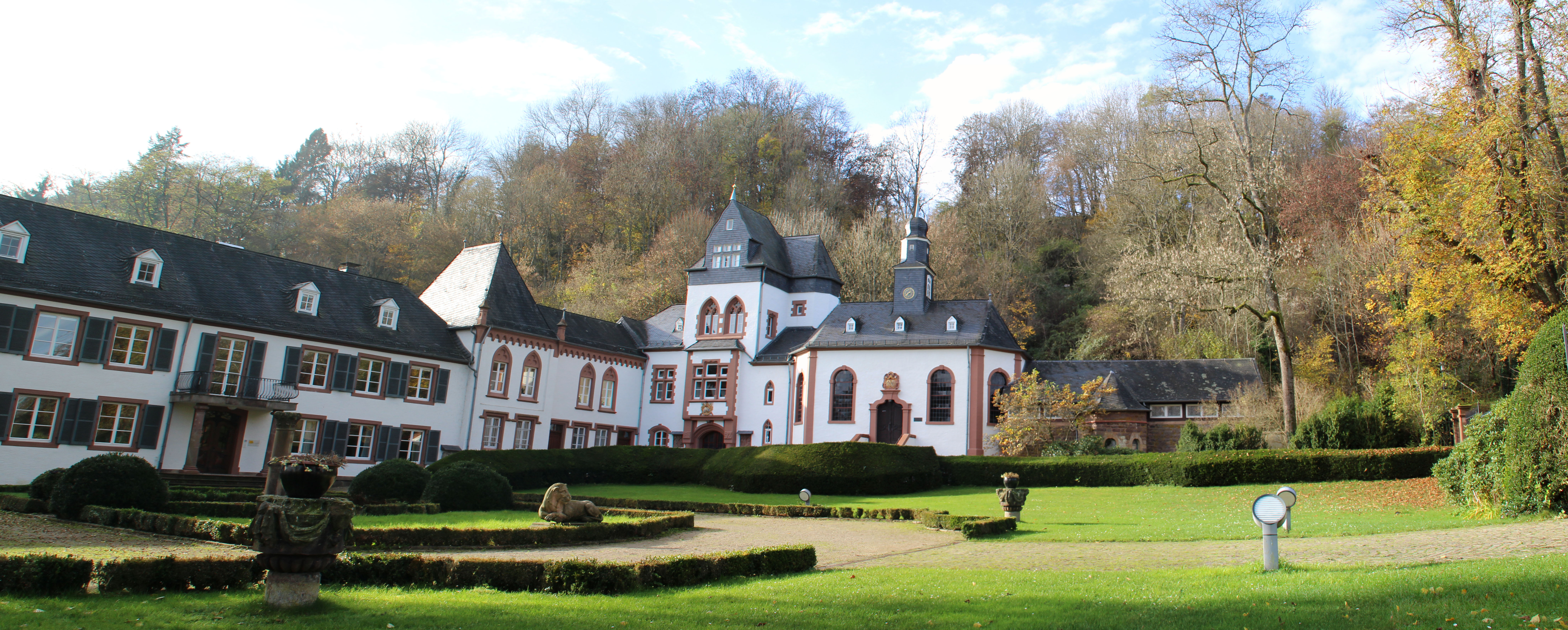
Castillo Dagstuhl

Entre los años 1749 y 1785 se construyó el castillo en Münchweiler según las ideas de Franz Georg Zandt de Merl y los planes de un arquitecto desconocido que perteneció a la escuela de Christian Kretschmar (1700 - ? – 1768) Una alameda con castaños lleva a un portal de entrada grande. Detrás de la puerta uno llega al patio del castillo que está rodeado por las viviendas y las dependencias del servicio. Un jardín de estilo barroco también forma parte del castillo. La planta del castillo en esta forma es única en Sarre. Hoy el castillo alberga un hotel y un café.
El castillo del conde en Wadern
El conde Joseph Anton de Oettingen-Soetern construyó el castillo en 1758 en la calle “Oberstraße”. Fue el primer castillo de tres otros más. Un predecesor en el mismo lugar es mencionado por primera vez en 1720 en unos documentos. El castillo sirvió en primer lugar por un ordenación superior de la administración condal. De 1827 a 1959 fue con unas irrupciones el sitio del tribunal municipal. Cambiaron el castillo del conde entre los años 1959 y 1961 para el nuevo instituto “Hochwald”. La último parte del castillo está integrado en el concejo municipal de hoy. El castillo es una austera construcción de cinco ejes en estilo barroco. Tiene un tejado de copete espinado y cinco áticos. En el interior del concejo municipal de hoy esta la escalera originaria del castillo con la barandilla de madera.
El castillete  “Öttinger” en Wadern

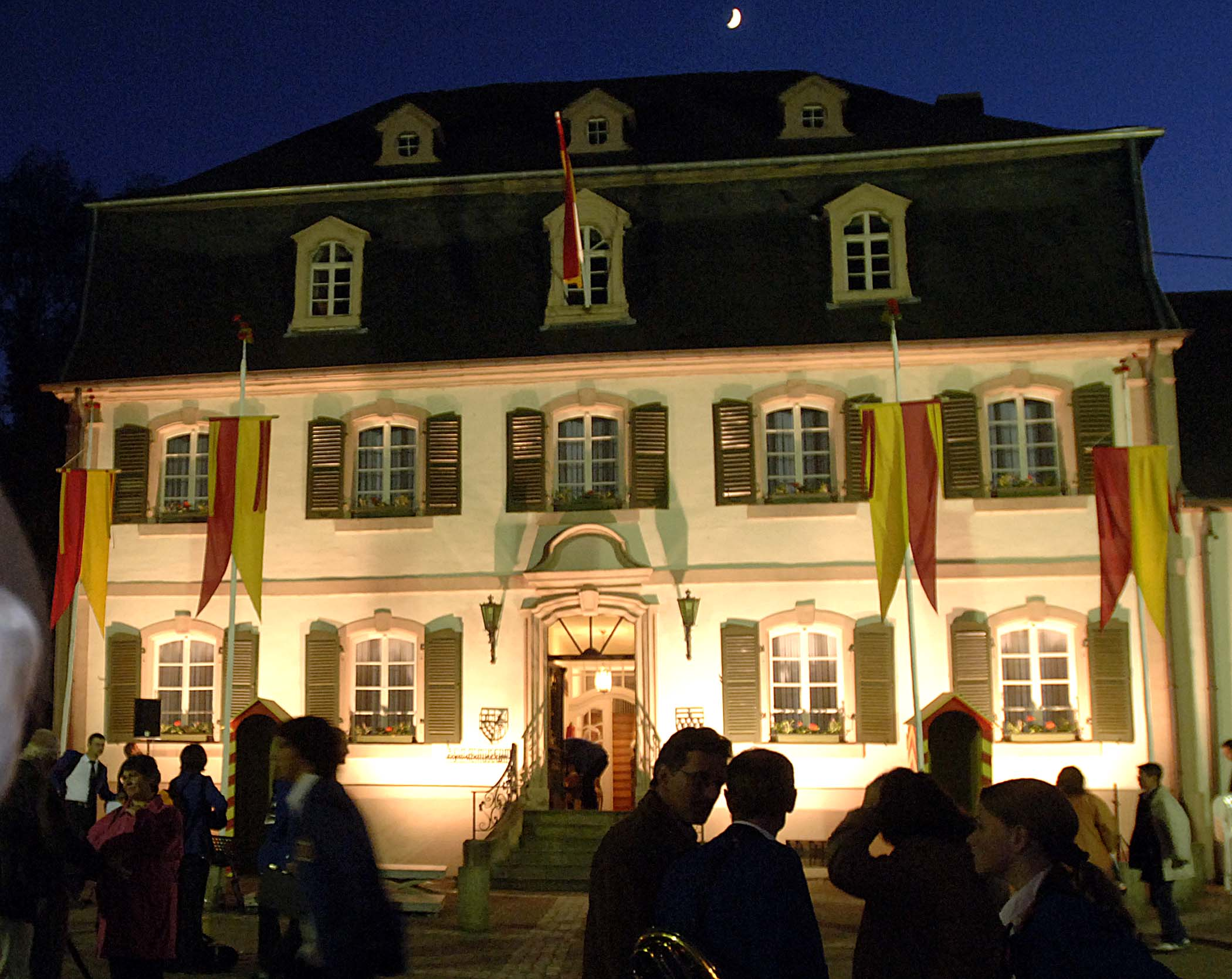
El castillete "Oettinger"

El conde Joseph Anton construyó el castillete en 1759 con una zona ajardinada como primer domicilio en Wadern. Después del tiempo del conde primeramente hubo un mesón en el castillete y después, durante algún tiempo, una farmacia. En el muro exterior los visitantes pueden ver la "Waderner Elle" (la yarda) que fue una medida especial. Los vendedores de las telas y los vendedores del cuero tuvieron que usar ese medida en los mercados.
La fuente de mercado en Wadern
La fuente simboliza la transferencia de derecho del mercado con la ayuda del conde Joseph Anton de Oettingen-Sötern en el centro de artesanía y comercio de Wadern el 13 de abril de 1765. La fuente se construyó en 1770 con varios desplazamientos posteriores. Hoy la fuente está situada cerca de su ubicación originario.

## Economía e Infraestructura
La ciudad de Wadern es el centro administrativo, social y cultural en el norte del Sarre y también el centro económico en la región del Hochwald. Wadern se encuentra casi en el centro de la región europea en auge Saar-Lor-Lux

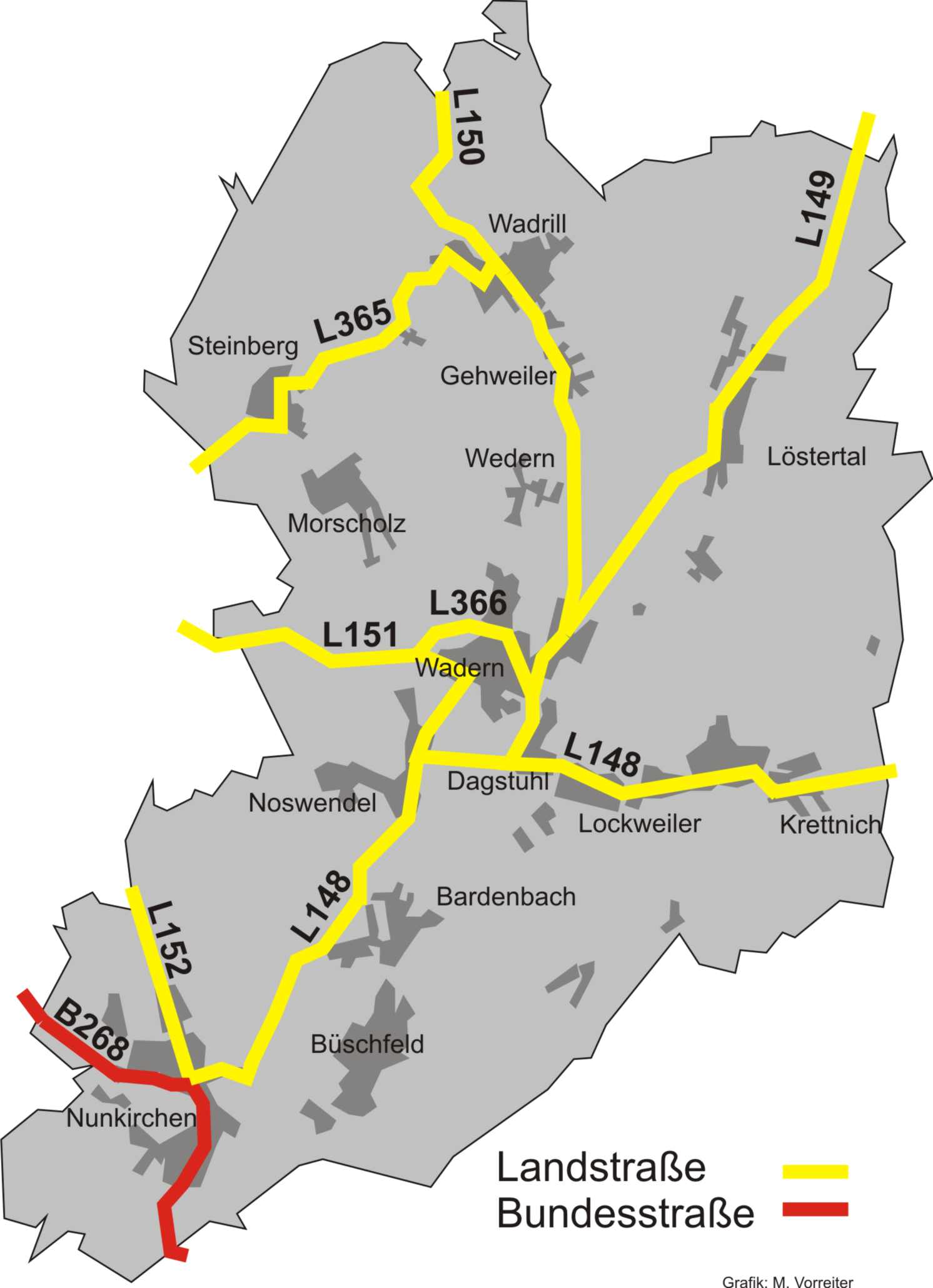
Carreteras y carreteras nacionales en Wadern

## Empalmes de autopista
La ciudad Wadern no tiene acceso a una autopista. Pero el enlace a la autopista se halla a solo 5 kilómetros.

## Formación, institutos e investigación
Wadern cuenta con muchos centros educativos muy importante para la región. Aproximadamente 3000 estudiantes van a uno de los centros. Hay tres escuelas primeras, un instituto, una escuela mixta, un centro de formación profesional y una escuela de educación especial. También hay nueve guarderías infantiles y servicios de educación para adultos. El Hochwaldgymnasium hace hincapié en distintas metas pedagógicas:
- La promoción de las habilidades, los talentos y las inclinaciones diferentes de los alumnos por medio de una diversificación del currículo escolar obligatorio en tres ramas diferentes:
- dos ramas de lenguas (Francés - Inglés - Español o Francés - Inglés - Latín) y una rama con énfasis en las ciencias naturales (Francés - Inglés - Física),
- El empleo decidido y metódico de los nuevos medios de comunicación con el fin de promocionar y perfeccionar a los alumnos en su competencia de independizarse y responsabilizarse de su propio aprendizaje (aplicación de un nuevo enfoque de enseñanza),
- La enseñanza de virtudes y valores sociales como por ejemplo solicitud y solidaridad, respeto mutuo, cortesía, limpieza etc. según el planteamiento educativo de la escuela,
- La enseñanza de conocimientos económicos por medio de prácticas adicionales en varias empresas, por la introducción de una asignatura suplementaria, las Ciencias Económicas, y por la realización de trabajos de proyecto por los alumnos en colaboración directa con las empresas regionales,
- La cooperación intensa del instituto con los padres de los alumnos, por ejemplo a través de seminarios especiales,
- Una gran variedad de facilidades, proyectos, grupos de trabajo y actividades extraescolares que contribuyen al desarrollo individual de los alumnos más allá de las clases obligatorias,
- La colaboración con empresas, organizaciones e instituciones locales y regionales como por ejemplo la cooperación con los radioaficionados de la ciudad de Wadern sin los que la realización del proyecto ARISS del Hochwald-Gymnasium no hubiera sido posible.

## Actividades regulares
Las actividades más importantes en la ciudad de Wadern según su cronologiá son:
Primer domingo de junio: Carrera de la rueda de guisantes en Wadrill: Después del costumbre viejo el invierno con una rueda de fuego que quema es aprobado.
En Palmsonntag: Ruta artística a Wadern: Más de 30 artistas exponen sus obras en las tiendas del centro de la ciudad durante el domingo abierto de venta. Una actividad única en esta forma en el Sarre.
Segundo fin de semana en junio: Fiesta municipal Waderner Maad: Colocado en el marco histórico alrededor del actuar el conde José Antonio von Oettingern-Sötern la fiesta municipal es la mayor fiesta popular en el espacio de bosque alto.
En muchos fines de semana de junio a agosto es "el verano del mercado": El verano de mercado es gratis y ofrece un programa de música polifacético en la plaza del mercado.
El primer fin de semana de agosto tiene lugar el legendario "Spektakulum en el castillo de Dagstuhl ": En la ruina de castillo Dagstuhl hay conciertos, vida de campo, artesanía medieval y una gran competición de caballero entre niños que culmina en una de las fiestas de Edad Media más hermosas en el Sarre. En septiembre tiene lugar la semana del libro: Hay noches lectivas acompañadas con un amplio programa cultural.
En otoño los “días de la patata” están en el centro de la atención rural. Las ricas tradiciones culinarias de las aldeas son concurridas por mucha gente.
La unión "conciertos en la residencia pequeña" ofrece cada año un programa de conciertos entre clasicismo y Jazz. La unión "cultura en la puerta" en Nunkirchen se ha especializado con su programa del año en música, teatro satírico-cómico y lecturas.

## Empresas
- El emplazamiento de producción y desarrollo más grande en Wadern es Büschfeld Aquí también empezó la historia de la empresa en 1947. Hoy día el grupo de SaarGummi tiene 13 ubicaciónes en Europa, América y Asia. Sus clientes más importante son Daimler, BMW, General Motors, Volkswagen/Porsche y Ford.
- ThyssenKrupp System Engineering es un parte de la ThyssenKrupp AG. Ofrece rendimientos de ingeniería extendos en los sectores carrocería y ensemblaje de agregados. La obra en Lockweiler es uno de 20 ubicaciónes a escala mundial.
- HACO Einkauszentrum: El centro comercial 'Haco' es una empresa liderado familiar con 260 colaboradores y 11.000 qm de superficie.
- Unimed Servicio de liquidación para hospitales y doctores GmbH: La empresa fundado en 1984 tiene su sede principal en Noswendel y crea cálculos privados para hospitales, doctores y centros médicos en todo el territorio federal.
- La Lockweiler Plastic Werke GmbH es un transformador de termoplásticos de gran valor. Usan procedimientos de moldeo por inyección para creer protecciones del trabajo, instalaciones de almacenamiento y cosas similares.
- Talleres beneficiados: El compuesto para inclusión y formación (AWO) del Saarland administra talleres para disminuidos en Nunkirchen.
- Brebant & Lehnert Werkzeug- und Vorrichtungsbau GmbH se dedica a la planificación, construcción y fabricación de herramientas e ingenios para automóviles y nuevas energías.